# Azurjungfern
Die Azurjungfern (Coenagrion) sind eine Gattung der Schlanklibellen (Coenagrionidae) innerhalb der Kleinlibellen (Zygoptera). Es handelt sich um meist kleine Libellen mit Flügelspannweiten und Körperlängen um fünf Zentimetern.

## Merkmale
Die Azurjungfern sind in der Regel sehr schlank, fast nadelförmig gebaut. Die Männchen sind im Regelfall glänzend blau und schwarz gefärbt, mit einer charakteristischen schwarzen Zeichnung auf dem 2. Hinterleibssegment. Die Weibchen können ebenfalls blau, aber auch bräunlich oder grün-schwarz sein.

## Arten
In Europa sind folgende Arten der Azurjungfern anzutreffen:
- Baikal-Azurjungfer – Coenagrion glaciale (Europ. N.-Russland)
- Vogel-Azurjungfer – Coenagrion ornatum
- Helm-Azurjungfer – Coenagrion mercuriale
- Hauben-Azurjungfer – Coenagrion armatum
- Hufeisen-Azurjungfer – Coenagrion puella
- Fledermaus-Azurjungfer – Coenagrion pulchellum
- Speer-Azurjungfer – Coenagrion hastulatum
- Mond-Azurjungfer – Coenagrion lunulatum
- Bileks Azurjungfer – Coenagrion hylas
- Gabel-Azurjungfer – Coenagrion scitulum
- Nordische Azurjungfer – Coenagrion johanssoni
- Südliche Azurjungfer – Coenagrion caerulescens
- Kretische Azurjungfer – Coenagrion intermedium (Kreta)
- Kaspische Azurjungfer – Coenagrion ponticum (Kaspisches Meer)
- Ungehörnte Azurjungfer – Coenagrion ecornutum (Süd-Ural)

### Außereuropäische Arten (Auswahl)
- Subarktische Azurjungfer (Coenagrion interrogatum)
- Taiga-Azurjungfer (Coenagrion resolutum)
- Prärie-Azurjungfer (Coenagrion angulatum)

## Ähnliche Arten
In vielen älteren Lehrbüchern tauchen zwei weitere Schlanklibellen-Arten ebenfalls unter dem deutschen Namen „Azurjungfer“ auf, die jedoch anderen Gattungen angehören: die Becher-Azurjungfer sowie die Pokal-Azurjungfer. Um diesem Missverständnis vorzubeugen, wird die erste Art Enallagma cyathigerum inzwischen meist als Gemeine Becherjungfer bezeichnet. Die zweite Art Erythromma lindenii, die mittlerweile den deutschen Namen Pokaljungfer trägt, findet man in der Regel noch unter dem wissenschaftlichen Namen Cercion lindenii. Aufgrund der Larvenmorphologie sowie neuerer molekularbiologischer Merkmale ist sie jedoch gesichert in die Gattung der Granataugen (Erythromma) einzuordnen.